# Vestro principi divino
Vestro principi divino, RV 633, és un motet compost per Antonio Vivaldi a partir d'un text anònim en llatí. Està escrit en la tonalitat de fa major i dins l'habitual estil líric italià del barroc. Com en els motets introductoris, peces que precedien algunes grans obres de Vivaldi, els textos no són litúrgics, sinó versions lliures en llatí d'autor desconegut. En aquest cas, la part del text d'aquest motet fa una paràfrasi del Salm 23 (24 en La Bíblia protestant) i cita una part del ritu de la Vetlla Pasqual (elogi de Pasqua amb la benedicció del ciri pasqual, expressats en les paraules "O felix culpa quae talem meruit habere Redemptorem"), durant la celebració de la Setmana Santa. Elements bibliogràfics suggereixen una data de composició cap a l'any 1715.

## Estructura i anàlisi musical
Està escrit per a contralt solista. El manuscrit es troba en la col·lecció Giordano de la Biblioteca Nacional de Torí (volum 32). Denis Arnold va proposar la frase "concert per a veu" per descriure aquests motets de Vivaldi. En el manuscrit s'observa que Vivaldi va substituir més endavant la segona ària original "Quid loqueris ad cor", per una nova ària, "Prata, virete". Encara que ambdues presenten inflexions de ritme de ball, les dues àries són certament molt diferents: la primera és en forma de "sèrie" (amb tres seccions repetides, més una coda), mentre que la segona s'adhereix a la forma habitual de l'ària da capo.
A l'època de Vivaldi, molts motets solistes eren "per ogni temps", és a dir, per a qualsevol època de l'any. Posar un text poètic que sigui prou general per adaptar-se a la majoria de les festivitats tenia l'avantatge de produir obres que podrien convertir-se obres de repertori que es podien repetir i, per tant, molt millor per al compositor i per a l'intèrpret. En aquest cas, pot ser interpretat en qualsevol acte litúrgic de qualsevol dia, per exemple, una missa o per les vespres.
El manuscrit autògraf omet el nom del compositor –un fet poc habitual– i també la de la cantant per a qui va ser escrita l'obra. El caràcter i el tipus d'acompanyament per a la veu solista (contralt) fa pensar que molt probablement seria Geltruda (1684-1752), un dels cantants més destacades entre les noies de la Pietà en la dècada del 1710. Una digna "figlia di coro", Geltruda cantava i tocava bé la tiorba i la viola. Com a cantant, tenia un àmbit molt estret; la part vocal d'aquest motet RV 633 va només des del do central al re una novena superior. I també una veu més amb poc volum; de manera que el compositor havia de tenir cura que els instruments no tapessin la veu. Això explica per què la veu de contralt s'acompanya o només del baix continu o doblada pels violins.
L'obra, en la tonalitat de fa major, té una estructura en quatre moviments i amb les següents característiques musicals:
| Moviment                    | Instrumentació                        | Forma     | Tempo | Tonalitat |
| --------------------------- | ------------------------------------- | --------- | ----- | --------- |
| 1. «Vestro Principi divino» | contralt, corda i b.c.                | ària      |       | fa major  |
| 2. «O felix culpa»          | contralt i b.c.                       | recitatiu |       | ...       |
| 3. «Quid loqueris ad cor»   | contralt, violins I/II, violes i b.c. | ària      |       | fa major  |
| 4. «Alleluia»               | contralt, violins I/II, violes i b.c. | ària      |       | fa major  |

## Text
Els textos dels motets del segle xviii poques vegades eren peces de fina poesia llatina; el viatger francès Pierre-Jean Grosley els va descriure com a ""una mala combinació de paraules llatines, on les barbarismes i els solecisme són més comuns que el sentit i la raó".
El text anònim, en llatí, és el següent:
| 1. Ària. Vestro Principi divino portas aureas coeli extollite. Resurgenti et uno et trino voces laudis astra extollite. 2. Recitatiu. O felix culpa, o culpa fortunata quae talem meruit ac tantum habere Redemptorem. Mundo est orta per te salus et quies, et refulsit per te sic fausta dies. Quid loqueris ad cor, o novum cor in me, si gaudes intra te de bene gesta re otiosa non sit spes. | 3. Ària. Sed currat cor et pes ubi serena fax, ubi tranquilla lux, ubi secura pax regnare facit nos. Dolores, poenae suaves et amoenae, deliciae Filii Dei, laetitiae cordis mei, non amo, laudo vos. 4. Alleluia. |